# Jiří Rulf
Jirí Rulf (22 de marzo de 1947 - 12 de abril de 2007) fue un periodista, poeta y escritor checo, considerado uno de los más representativos de la llamada "generación perdida" (llamada así en la República Checa). 
Demasiado joven y sin obra para publicar durante el periodo de apertura de Checoeslovaquia en los años 60, la ocupación del país por la Unión Soviética y la consiguiente censura le impidieron hacer llegar su obra hasta 1989, después de la denominada Revolución de Terciopelo, con cuarenta y un años, cuando se inició el proceso democratizador. Abandonó su trabajo en oficinas de agencias de prensa para dedicarse a la literatura y el periodismo. Escribió cinco colecciones de poesías, además de otras obras de narrativa y ensayos. Fue periodista del Lidové Noviny y el semanario Reflex.